# Fejervarya schlueteri
Fejervarya schlueteri é uma espécie de anfíbio da família Ranidae.
Os seus habitats naturais são: rios, marismas de água doce e marismas intermitentes de água doce.